# Министерство внутренней безопасности
Министерство внутренней безопасности Соединенных Штатов (МВБ) (англ. Department of Homeland Security — букв. «Департамент внутренней безопасности», аббр. DHS) — государственная структура, министерство в составе федерального правительства Соединённых Штатов Америки, отвечающее за выполнение миграционной, таможенной, пограничной политики, национальной внутренней кибербезопасности, некоторых аспектов национальной безопасности США, а также координацию борьбы с терроризмом, чрезвычайными происшествиями и стихийными бедствиями на территорий Соединенных Штатов. 
Кроме того, министерство уполномочено создавать и дополнять политику правительства Соединенных Штатов по обеспечению внутренней национальной безопасности, опираясь на возможные угрозы в сторону США.
С 25 января 2025 года должность министра внутренней безопасности занимает Кристи Ноэм, предложенная президентом Дональдом Трампом и утвержденная Сенатом США.

## История

### Предпосылки
С момента террористических атак 11 сентября 2001 года Соединённые Штаты Америки приняли целый ряд мер по пресечению возможной террористической активности в будущем (например Патриотический акт). Так как террористические атаки представляют угрозу для всего международного сообщества, необходимы чёткие меры для противостояния терроризму. В Соединённых Штатах Америки для обеспечения должного уровня безопасности была создана принципиально новая структура, включившая в себя множество служб безопасности и поставившая своей целью достичь оптимального взаимодействия всех ведомств для предотвращения угрозы совершения террористических актов и борьбы с последствиями стихийных бедствий. Данной структурой стало Министерство внутренней безопасности, объединившее в себе существовавшие ранее службы обеспечения безопасности и специально созданные ведомства, предназначенные для осуществления новых методов борьбы с террором.
Несмотря на существовавшие ранее системы обеспечения безопасности, включавшие в себя Федеральное бюро расследований, Центральное разведывательное управление, министерство обороны, полицию и разведывательное сообщество в целом, должный уровень обеспечения безопасности не был достигнут. Теракты 11 сентября 2001 года продемонстрировали слабый уровень подготовки и координации ведомств, что послужило причиной создания новой структуры.

### Создание управления
20 сентября 2001 года в своей речи перед нацией и Конгрессом президент США Джордж Буш-младший заявил о создании нового ведомства для координации обеспечения национальной безопасности — Управления внутренней безопасности (Office of Homeland Security). Согласно выступлению президента, новое ведомство объединит более дюжины служб безопасности.
Управление внутренней безопасности было официально представлено 8 октября 2001 года. Руководителем Управления президент назначил Томаса Риджа, ранее губернатора штата Пенсильвания. Основными задачами ведомства президент назвал взаимодействие Управления со всеми департаментами и службами, организациями и местными органами власти в области обеспечения безопасности и координация их деятельности. Также в задачи Управления вошло изменение и дополнение стратегии национальной безопасности США соответственно вызовам и угрозам государству.
В рамках Управления внутренней безопасности было принято решение создать Совет внутренней безопасности (The Homeland Security Council) при президенте США, в который вошли сам президент, госсекретарь, вице-президент и главы большинства органов по обеспечению безопасности.

### Преобразование в министерство
1 марта 2003 года Управление внутренней безопасности было преобразовано в Министерство внутренней безопасности (Department of Homeland Security).
Деятельность Министерства внутренней безопасности (DHS) подвергается критике за якобы имевшие место попытки установления тотального контроля над обществом. По состоянию на 2015 год число сотрудников — 240 000 человек, бюджет — 38 200 000 000 долларов.

## Структура
В структуру Министерства внутренней безопасности входят многочисленные агентства и управления, многие из которых были созданы задолго до их интеграции с этой структурой.
- Агентства и управления, подчиняющиеся 1-му заместителю министра:
  - Береговая охрана (Coast Guard)
  - Иммиграционная и таможенная полиция (Immigration and Customs Enforcement)
  - Служба гражданства и иммиграции (Citizenship and Immigration Services)
  - Погранично-таможенная служба (Customs and Border Protection)
  - Федеральное агентство по управлению в чрезвычайных ситуациях (The Federal Emergency Management Agency)
  - Федеральный центр подготовки сотрудников правоохранительных органов[англ.] (Federal Law Enforcement Training Centres)
  - Секретная служба (Secret Service)
  - Управление координации операций[англ.] (Office of Operations Coordination)
  - Администрация транспортной безопасности (Transportation Security Administration)
  - Агентство по кибербезопасности и защите инфраструктуры (Cybersecurity and Infrastructure Security Agency)

- Управления и отделы, подчиняющиеся директору по программам:
  - Управление по кибербезопасности и коммуникациям (Office of Cyber Security and Communications)
  - Система национальных коммуникаций[англ.] (National Communications System)
  - Национальное управление кибербезопасности (National Cyber Security Division)
  - Управление защиты инфраструктуры (Office of Infrastructure Protection)
  - Управление межправительственных программ (Office of Intergovernmental Programs)
  - Управление по анализу и управлению рисками (Office of Risk Management and Analysis)
  - Управление по ведению биометрической идентификации[англ.] (Office of Biometric Identity Management)

- Отделы, подчиняющиеся директору по науке и технологиям
  - Отдел исследований (Research Division)
  - Отдел переподготовки (Transition Division)
  - Отдел инноваций (Innovation Division)
  - Отдел взрывчатых веществ (Explosives Division)
  - Химико-биологический отдел (Chemical and Biological Division)
  - Отдел по пограничной и морской безопасности (Border and Maritime Security Division)
  - Отдел по командованию, управлению и взаимодействию (Command, Control, and Interoperability Division)
  - Отдел человеческих факторов (Human Factors Division)
  - Отдел по инфраструктуре и геофизике (Infrastructure/Geophysical Division)